# Міхаела Філева
Міхаела Філева (болг. Михаела Филева, нар. 15 травня 1991 року, Велико-Тирново, Болгарія) — болгарська поп-співачка. 

## Біографія
Міхаела Філева народалася 15 травня 1991 року у Велико-Тирново. Міхаела почала вивчати гру на піаніно з шестирічного віку, однак згодом зрозуміла що хоче стати співачкою. Філева брала участь у різних вокальних телевізійних шоу Болгарії. У 2015 році Міхаела випустила свій перший студійний альбом "Инкогнито".

## Дискографія
- 2015 — Инкогнито
- 2018 — Нова страница
- 2020 — „Концерт на Михаела Филева в зала 1 на НДК 2019 г.“ (live албум)
- 2021 — „Ин и Ян“
- 2023 — „96“